# Frederiksberg
Frederiksberg je město v Dánsku, západní část Velké Kodaně, s níž tvoří souměstí. Někdy je dokonce považováno za jeho čtvrť, má však status samostatného města. S Kodaní je spojeno linkou metra i linkou městského vlaku S, leží zde Kodaňská zoologická zahrada, Královská porcelánka, Královská veterinární a zemědělská univerzita, státní rozhlas a vojenská akademie v zámku z 18. století. V roce 2025 dánský statistický úřad evidoval ve Frederiksbergu 105 840 obyvatel.

## Historie
Původní název města z pohanských časů zněl Tulehøj nebo Tulleshøy. Později se město nazývalo Ny Amager či Ny Hollænderby, neboť se zde usazovali holandští osadníci. Jeho novodobá historie se začala psát v letech 1700–1703, kdy král Frederik IV. nechal na místním kopci Valby Bakke postavit palác, který nazval Frederichs Berg. Kolem něho pak zrenovoval město, které bylo dosti zpustlé. To posléze přijalo název po královském paláci. Domy skoupili především bohatí obyvatelé Kodaně, kteří si ve Frederiksbergu zřídili svá letní sídla. Rezidenční charakter si Frederiksberg udržel dodnes, převažují v něm rodinné domy a rozsáhlé parky, jen minimálně je v něm průmyslových staveb. Obrovským impulsem k rozvoji bylo rozhodnutí dánského parlamentu z roku 1852, které rušilo zákaz stavět za kodaňskými městskými hradbami. Ihned se rozjela rozsáhlá výstavba, která v podstatě smazala hranice mezi Kodaní a Frederiksbergem. Zatímco v roce 1850 měl Frederiksberg 3000 obyvatel, roku 1900 už to bylo 80 000 a roku 1950 již 120 000.

## Současnost
Na území města se nachází nejvyšší budova v Dánsku, 102 metrů vysoká Domus Vista, původně hotel, dnes obchodní centrum a knihovna.
Ve městě se narodil například slavný dánský fotbalista Michael Laudrup.

## Partnerská města
- Tartu (Estonsko)
- Uppsala (Švédsko)
- Bærum (Norsko)
- Hämeenlinna (Finsko)
- Hafnarfjörður (Island)